# كارلو ليتل
كارلو ليتل (بالإنجليزية: Carlo Little)‏ هو طبال بريطاني، ولد في 17 ديسمبر 1938 في لندن في المملكة المتحدة، وتوفي في 6 أغسطس 2005 في Cleadon ‏ في المملكة المتحدة بسبب سرطان الرئة.

## وصلات خارجية
- الموقع الرسمي